# M-832
La M-832 es una carretera de 3,43 km de longitud perteneciente a la Red Local de la Comunidad de Madrid (España).Da servicio al antiguo edificio de RTVE, la Laguna de las Madres, el complejo de la Cigüeña y a unas gasolineras, con un recorrido íntegro en Arganda del Rey.

## Trayecto
Esta carretera inicia su recorrido en la Autovía del Este (A-3), en el barrio de Puente de Arganda. Finaliza su recorrido en la glorieta que une la M-506, que conecta Arganda con San Martín de la Vega y Villaviciosa de Odón, y la M-311, que va de dicha glorieta a Chinchón, Colmenar de Oreja y Villarejo de Salvanés.